# 天龍寺 (品川区)
天龍寺（てんりゅうじ）は、東京都品川区にある曹洞宗の寺院。

## 概要
1581年（天正9年）、松平忠昌の生母清涼院の開基である。
2世の嶺育は徳川家康の帰依を受け、たびたび江戸城に登城していたが、城まで距離があり、高齢の嶺育にとっては肉体的負担が大きいということから、家康は下谷（現・東京都台東区）に新たに天龍寺（現在は足立区に移転）を創建し、嶺育を住まわせた。そういう経緯から「天龍寺」を名乗る曹洞宗寺院が二つ存在することになった。

## 墓所
越前藩主の松平忠昌の生母清涼院の開基のため多くの藩の関係者が葬られている。
- 鈴木主税
- 岩佐純 - 侍医、男爵
- 辻岡精輔 - 薬学博士
- 出浦力雄 - 弁護士
- 出浦高介 - 建築家、力雄の次男
- 岩佐美代子 - 国文学者。曽祖父は渋沢栄一、祖父は穂積陳重と児玉源太郎、父は穂積重遠。岩佐純の曾孫の岩佐潔に嫁いだが、夫に先立たれる。

## 碑文谷踏切責任地蔵尊
門を入って左側に、「碑文谷踏切責任地蔵尊」と呼ばれる地蔵がある。これは大正時代に、自らの不注意で横断者を死なせてしまい、責任を感じて事故直後に飛び込み自殺した踏切係員2人と横断者1人を供養するものである。

## 交通アクセス
- 新馬場駅より徒歩5分（経路案内）。